# Quiliano de Herbipoli
San Kilian, también escrito Cillian o Killian, y escrito Quiliano en español (Cavan, Irlanda, 640 - Wurzburgo, Alemania, 689), fue un obispo irlandés que evangelizó en Alemania, primero en la zona de Franconia y luego en Turingia; después llegó a ser obispo de Wurzburgo.

## Vida
Nacido en Irlanda, grandes logros hicieron que el Papa le autorizara a incrementar su radio de acción. Así, Kilian llegó a las poblaciones ribereñas del Rin en la región de Franconia, donde fue consagrado obispo en la ciudad de Wurzburgo.
Siguió su acción evangelizadora por Turingia, donde logró convertir al rey Gosberto. Como consecuencia, hizo que este repudiara a su esposa, que era la viuda de su hermano, lo cual estaba prohibido para los cristianos. Geliana, la reina repudiada, no se lo tomó demasiado bien y se vengó de San Kilian y de dos de sus compañeros (Colman y Totnan), a quienes hizo ejecutar en secreto en 689.
San Kilian es conmemorado en los santorales tanto el 8 de julio como el 13 de noviembre.